# Benvenútó
A Benvenútóolasz eredetű férfinév, jelentése: szerencsésen megérkezett, világrajött.

## Gyakorisága
Az 1990-es években szórványosan fordult elő, a 2000-es években nem szerepel a 100 leggyakoribb férfinév között.

## Névnapok
- július 15.[2]

## Híres Benvenútók
- Benvenuto Cellini olasz ötvös
- Benvenuto da Imola olasz író